# Francesca Melandri
Œuvres principales
Eva dort (2010)
Plus haut que la mer (2012)
Tous, sauf moi (2017)
Francesca Melandri, née le 9 juin 1964 à Rome, est une écrivaine, scénariste et documentariste italienne.

## Biographie
Francesca Melandri commence sa carrière comme scénariste notamment pour des films de Cristina Comencini, Lamberto Bava, et Maurizio Zaccaro mais principalement pour la télévision italienne en participant à l'écriture de diverses séries. Elle est également l'auteure d'un documentaire, intitulé Vera (2010), sur le témoignage d'une Croate juive, survivante des camps d'extermination.
En 2010, elle publie son premier roman, Eva dorme, qui la fait connaître sur la scène littéraire italienne. Elle obtient le prix Rapallo-Carige ainsi que le prix Stresa en 2012 pour Più alto del mare (également retenu dans la sélection finale du prix Campiello), roman qui reçoit également un accueil favorable en France.
Son troisième roman Sangue giusto (Tous, sauf moi), paru en 2017, aborde la question des conséquences au XXIe siècle de l'aventure coloniale italienne en Afrique orientale dans les années 1930. « La grande originalité du livre de Melandri est de jeter un pont entre ce passé colonial et l’arrivée aujourd’hui en Italie de migrants en provenance de la Corne de l'Afrique (Somalie, Djibouti, Éthiopie, Érythrée) ».
Francesca Melandri est la sœur de la femme politique Giovanna Melandri.
En 2020, lors de la pandémie de COVID-19, confinée depuis le 9 mars à Rome, elle écrit aux Européens une lettre « depuis leur futur » pour témoigner des conséquences de la pandémie qu'elle a vécue dans son pays. Ce texte est publié par plusieurs médias européens, comme Libération en France, The Guardian en Grande-Bretagne et Der Spiegel en Allemagne.

## Œuvre
- Eva dort [« Eva dorme », 2010], trad. de Danièle Valin, éditions Gallimard, coll. « Du monde entier », 2012, 393 p.  (ISBN 978-2-07-013135-8)
- Plus haut que la mer [« Più alto del mare », 2012], trad. de Danièle Valin, éditions Gallimard, coll. « Du monde entier », 2015, 208 p.  (ISBN 978-2-07-013945-3)
- Tous, sauf moi [« Sangue giusto », 2017], trad. de Danièle Valin, éditions Gallimard, coll. « Du monde entier », 2019, 568 p.  (ISBN 978-2-07-278171-1)
- (it) Piedi freddi, éditions Bompiani, 2024, 272 p.  (ISBN 9788830105379)

## Scénariste
- 1991 : La Caverne de la Rose d'Or - épisode 1 La Princesse rebelle (téléfilm)